# Georgia en la Copa Mundial de Rugby de 2015
La Selección de rugby de Georgia fue uno de los 20 participantes de la Copa Mundial de Rugby de 2015 que se realizó en Inglaterra.
Fue la cuarta participación de los Lelos en la Copa Mundial de Rugby.

## Plantel
El 2 de septiembre de 2015, el entrenador  Milton Haig anunció los 31 jugadores que formarían la selección de Georgia para la Copa del Mundo de Rugby de 2015.
- Caps actualizadas a 7 de octubre de 2015

| hooker         | Jaba Bregvadze        | 23 de abril de 1987      | 32 | Kochebi Bolnisi    |
| hooker         | Shalva Mamukashvili   | 2 de octubre de 1990     | 35 | Sale               |
| hooker         | Simon Maisuradze      | 14 de septiembre de 1986 | 33 | Valence d'Agen     |
| pilar          | Kakha Asieshvili      | 21 de abril de 1987      | 15 | Brive              |
| pilar          | Levan Chilachava      | 17 de agosto de 1991     | 28 | Toulon             |
| pilar          | Mikheil Nariashvili   | 25 de mayo de 1990       | 32 | Montpellier        |
| pilar          | Anton Peikrishvili    | 18 de septiembre de 1987 | 17 | Bayonne            |
| pilar          | Davit Zirakashvili    | 20 de septiembre de 1983 | 53 | Clermont           |
| segunda línea  | Giorgi Chkhaidze      | 24 de junio de 1982      | 86 | Lille              |
| segunda línea  | Levan Datunashvili    | 18 de enero de 1983      | 75 | Aurillac           |
| segunda línea  | Konstantin Mikautadze | 7 de enero de 1991       | 40 | Toulon             |
| segunda línea  | Giorgi Nemsadze       | 26 de septiembre de 1984 | 54 | Tarbes             |
| ala            | Mamuka Gorgodze (c.)  | 14 de julio de 1984      | 65 | Toulon             |
| ala            | Vito Kolelishvili     | 9 de octubre de 1989     | 36 | Clermont           |
| ala            | Shalva Sutiashvili    | 24 de enero de 1984      | 52 | Massy              |
| ala            | Giorgi Tkhilaishvili  | 8 de abril de 1991       | 24 | Batumi             |
| N.º 8          | Lasha Lomidze         | 30 de junio de 1992      | 15 | Béziers            |
| medio scrum    | Giorgi Begadze        | 4 de marzo de 1986       | 40 | Kochebi Bolnisi    |
| medio scrum    | Vazha Khutsishvili    | 2 de septiembre de 1992  | 20 | Rustavi Kharebi    |
| medio scrum    | Vasil Lobzhanidze     | 14 de octubre de 1996    | 10 | Armazi Tbilisi     |
| medio apertura | Lasha Khmaladze       | 20 de enero de 1988      | 39 | Lelo Saracens      |
| medio apertura | Lasha Malaghuradze    | 2 de enero de 1986       | 62 | Bagnères           |
| centro         | Davit Kacharava       | 16 de enero de 1985      | 87 | Yenisey-STM        |
| centro         | Merab Sharikadze      | 17 de mayo de 1993       | 40 | Aurillac           |
| centro         | Tamaz Mchedlidze      | 17 de marzo de 1993      | 35 | Agen               |
| wing           | Giorgi Aptsiauri      | 20 de enero de 1994      | 14 | AIA Kutaisi        |
| wing           | Muraz Giorgadze       | 28 de junio de 1994      | 9  | Armazi Tbilisi     |
| wing           | Giorgi Pruidze        | 2 de junio de 1994       | 5  | AIA Kutaisi        |
| wing           | Alexander Todua       | 2 de noviembre de 1987   | 50 | Lelo Saracens      |
| zaguero        | Merab Kvirikashvili   | 27 de diciembre de 1983  | 88 | Montluçon          |
| zaguero        | Beka Tsiklauri        | 9 de febrero de 1989     | 22 | Locomotive Tbilisi |

## Partidos de preparación
- Georgia participó en la Tbilisi Cup 2015 como preparación al torneo.

| 28 de agosto de 2015 | Newcastle Falcons | 27 - 7 | Georgia |  |  |

| 2 de septiembre de 2015 | Georgia | 15 - 16 | Canadá |  |  |

| 5 de septiembre de 2015 | Japón | 13 - 10 | Georgia |  |  |

## Participación

### Grupo C
| Posición | Selección     | Partidos | Partidos | Partidos  | Partidos | Tries a favor | Tantos  | Tantos    | Tantos     | Puntos extra | Puntos |
| Posición | Selección     | jugados  | ganados  | empatados | perdidos | Tries a favor | a favor | en contra | diferencia | Puntos extra | Puntos |
| -------- | ------------- | -------- | -------- | --------- | -------- | ------------- | ------- | --------- | ---------- | ------------ | ------ |
| 1        | Nueva Zelanda | 4        | 4        | 0         | 0        | 25            | 174     | 49        | 125        | 3            | 19     |
| 2        | Argentina     | 4        | 3        | 0         | 1        | 22            | 179     | 70        | 109        | 3            | 15     |
| 3        | Georgia       | 4        | 2        | 0         | 2        | 5             | 53      | 123       | -70        | 0            | 8      |
| 4        | Tonga         | 4        | 1        | 0         | 3        | 8             | 70      | 130       | -60        | 2            | 6      |
| 5        | Namibia       | 4        | 0        | 0         | 4        | 8             | 70      | 174       | -104       | 1            | 1      |

| 19 de septiembre de 2015 | Tonga                                                              | 10 - 17 (3-10) | Georgia                                                                                              | Kingsholm Stadium, Gloucester,                                  |                                                                 |
| 12:00 GMT                | Tries: Vainikolo 72' Conversiones: Morath (1/1) Penales: Morath 9' | Reporte        | Tries: Gorgodze 27'c Tkhilaishvili 56'c Conversiones: Kvirikashvili (2/2) Penales: Kvirikashvili 19' | Asistencia: 14.200 espectadores Árbitro(s): Nigel Owens (Gales) | Asistencia: 14.200 espectadores Árbitro(s): Nigel Owens (Gales) |

| 25 de septiembre de 2015 | Argentina | 54 - 9 (14-9) | Georgia                              | Kingsholm Stadium, Gloucester,                                    |                                                                   |
| 16:45 GMT                | Tries: Lavanini 10' Cubelli 47'c Imhoff 49'c, 76' Cordero 53'c, 72'c Landajo 70'c Conversiones: Sánchez (3/4) Bosch (2/3) Penales: Sánchez 21', 35' Drops: Sánchez 6' | Reporte       | Penales: Kvirikashvili 17', 20', 32' | Asistencia: 14.256 espectadores Árbitro(s): JP Doyle (Inglaterra) | Asistencia: 14.256 espectadores Árbitro(s): JP Doyle (Inglaterra) |

| 2 de octubre de 2015 | Nueva Zelanda | 43 - 10 (22-10) | Georgia                                                                                   | Millenium Stadium, Cardiff,                                          |                                                                      |
| 20.00h GMT           | Tries: Naholo 2' c Savea (3) 8' m, 17' m, 74' c Coles 22' m Read 52' c Fekitoa 77' Conversiones: Carter (4/7) 3', 53', 75', 78' | Reporte         | Tries: Tsiklauri 5' c Conversiones: Malaghuradze (1/1) 6' Penales: Malaghuradze (1/1) 12' | Asistencia: 69 187 espectadores Árbitro(s): Pascal Gaüzère (Francia) | Asistencia: 69 187 espectadores Árbitro(s): Pascal Gaüzère (Francia) |

| 7 de octubre de 2015 | Namibia                                                                 | 16 - 17 (6-0) | Georgia                                                                                            | Sandy Park, Exeter,                                                 |                                                                     |
| 20.00h GMT           | Tries: Kotze 61'c Conversiones: Kotze (1/1) Penales: Kotze 2', 18', 70' | Reporte       | Tries: Gorgodze 50'c Malaguradze 55'c Conversiones: Kvirikashvili (2/2) Penales: Kvirikashvili 68' | Asistencia: 11 156 espectadores Árbitro(s): George Clancy (Irlanda) | Asistencia: 11 156 espectadores Árbitro(s): George Clancy (Irlanda) |